# Karsai Zita
Karsai Zita (Budapest, 1979. március 16.–) magyar táncművész

## Élete
1994–1995 között a Pécsi Művészeti Szakközépiskolában tanult. Ezután 4 évig a Talentum Nemzetközi Tánc- és Zeneművészeti Szakközépiskola tanulója volt. 1998-tól televíziós produkciókban szerepelt. 2002-ben szerződést kapott a Nemzeti Színházban és a Pesti Színházban is. Még ebben az évben a XXI. Macbeth fellépője volt. Ezután Londonban, majd Mallorcán, később pedig Ibizán kapott szerződést.
2006-ban tért haza, hogy benevezzen a Megatánc tehetségkutató műsorba. A Megatánc után kezdődtek a Sztárok a jégen próbái, ahol szintén szerepelt 2007-ben.

## Színházi szerepei
- West Side Story (2007)